# Panten
Panten er en kommune i det nordlige Tyskland, beliggende i Amt Sandesneben-Nusse i den nordvestlige del af Kreis Herzogtum Lauenburg. Kreis Herzogtum Lauenburg ligger i delstaten Slesvig-Holsten.

## Geografi
Panten ligger omkring 40 km øst for Hamborg, 22 km syd for Lübeck, 5 kilometer nordvest for Mölln og cirka 10 km sydvest for Ratzeburg. I kommunen, der mod øst grænser til Elbe-Lübeck-Kanal, ligger desuden landsbyerne Hammer og Mannhagen. Det 147 hektar store Naturschutzgebiet Pantener Moorweiher und Umgebung blev oprettet i 1996. Fredningen omfatter tre moser, der ligger adskilt.